# Safia leucopis
Safia leucopis är en fjärilsart som beskrevs av George Francis Hampson 1913. Safia leucopis ingår i släktet Safia och familjen nattflyn. Inga underarter finns listade.